# Abdullah al-Mehdar
Abdullah Mehdar còn gọi là Abdullah al-Mehdar và Abdullah al-Mehdarhad (? – 2010)là một nhân vật khủng bố al-Qaeda chỉ huy một tổ al-Qaeda tại Yemen. Ngày 13 tháng 1 năm 2010, có nhiều ghi nhận rằng ông bị lực lượng an ninh Yemen hạ sát.

## Cái chết
Lực lượng an ninh Yemen giết được Mehdar, nhiều giờ sau khi có hai binh sĩ chính phủ bị al-Qaeda giết ở một quận lân cận. Cuộc giao tranh này là nỗ lực của chính quyền Yemen trong việc triệt hạ chi nhánh Ả Rập của al-Qaeda, vốn từng đặt căn cứ ở Ả Rập Xê Út và do một người Saudi chỉ huy nhưng sau đó dời về Yemen và do một người Yemen điều động.
Các cuộc hành quân của chính phủ Yemen nhằm săn lùng al-Qaeda lúc này xảy ra thường xuyên hơn với sự giúp đỡ ngày càng gia tăng của Hoa Kỳ, vốn coi thành phần al-Qaeda nơi đây là một mối đe dọa có tính cách toàn cầu sau khi họ nhận trách nhiệm về âm mưu nổ bom bất thành trên chuyến bay ngày lễ Giáng sinh từ Amsterdam về Detroit.
Mehdar là một trong những người bị truy nã gắt gao nhất trong nước. Ông ta bị giết sau khi biệt kích Yemen ập vào căn nhà đang ẩn náu cùng với các tay phiến quân khác ở thành phố Houtah thuộc tỉnh Shabwa. Trước đó, ngày 12 tháng 1, lực lượng chính phủ Saudi hạ sát nhiều trăm phiến quân Yemen chiếm đóng một ngôi làng, trong lúc cuộc giao tranh giữa phiến quân và quân đội Yemen cũng diễn ra gần đó tại thành phố Sadah.